# Dactylorhiza godferyana
Dactylorhiza godferyana är en orkidéart som först beskrevs av Károly Rezsö Soó von Bere, och fick sitt nu gällande namn av Eduard Peitz. Dactylorhiza godferyana ingår i Handnyckelsläktet som ingår i familjen orkidéer. Inga underarter finns listade i Catalogue of Life.